# Almaaz
Almaaz eller Epsilon Aurigae (ε Aurigae, förkortat Epsilon Aur,  ε Aur), som är stjärnans Bayer-beteckning (Flamsteed-beteckningen 7 Aurigae), är en dubbelstjärna  i den västra delen av stjärnbilden Kusken. Den består av en gul superjätte av spektralklass F och en eller två följeslagare av spektralklass B. Almaaz ingår i asterismen Haedi (Killingarna) tillsammans med de ljussvagare stjärnorna Sadatoni (Zeta Aurigae)  och Eta Aurigae.

## Nomenklatur
Almaaz har också egennamnen Haldus, or Al Anz. Både Almaaz och Al Anz kommer från det arabiska اَلْمَاعَزْ al-mācz och betyder “tackan”, anspelade på Capella som är latin för “getabock”. År 2016 organiserade Internationella astronomiska unionen en arbetsgrupp för stjärnnamn (WGSN) med uppgift att katalogisera och standardisera riktiga namn för stjärnor. För sådana namn som hänför sig till enheter i multipelstjärnsystem, och där en komponentbokstav (t.ex. Washington Double Star Catalog) är inte uttryckligen listad, säger WGSN att namnet ska förstås att det hänvisas till den ljusaste komponenten med visuell ljusstyrka. WGSN fastställde namnet Almaaz för den ljusaste delen av konstellationen Epsilon Aurigae i februari, 2017 och det ingår nu i listan över IAU-godkända stjärnnamn.

## Egenskaper
Dubbelstjärnan Almaaz har den kombinerade ljusstyrkan av magnitud 2,99. Systemet är en variabel av Algol-typ, som varierar i ljusstyrka 2,92-3,83 med perioden 9 892 dygn (ungefär 27 år). Förra förmörkelsen ägde rum 2009-2011 med en förmörkelseprocess som pågick under 640 – 730 dygn. Förutom denna förmörkelse har systemet också en låg amplitudpulsation med en icke-konsekvent period på omkring 66 dygn.
Avståndet är osäkert, men uppskattat till ungefär 2000 ljusår. Avståndsbedömningarna leder konsekvent till magnituder som förväntas för en ljusstark superjätte. Ett undantag är Hipparcos-parallaxmätningen, men felmarginalen är lika stor som värdet själv och där den härledda distansen sannolikt kan vara allt från 355 till 4 167 parsecs.
Den låga massmodellen, som publicerats av Citizen Sky-projektet, anger att primärstjärnan är en utveckladstjärna på asymptotiska jättegrenen med en massa på 2 - 4 solmassor. Detta beror på beräkningar av avstånd och ljusstyrka som är lägre än de flesta andra observationer. Stjärnan skulle vara en ovanligt stor och ljus jättestjärna för den givna massan, möjligen som en följd av mycket hög massförlust. För att matcha observerad förmörkelse och omloppsdata är följeslagaren en ganska normal stjärna i huvudserien av spektraltyp B på ca 6 solmassor inbäddad i en tjock stoftskiva som ses nästan på kant. Skivan är 3,8 AE bred, 0,475 AE tjock och blockerar ca 70 procent av ljuset som passerar genom den, vilket gör det möjligt att se lite ljus från primärstjärnan även under förmörkelserna. Den strålar då som en 550 K svartkropp.
Omloppsbanan i sig själv är ganska väl bestämd, med över 87 grader lutning mot siktlinjen från jorden. Primärstjärnan och följeslagaren är separerade med ca 35 AE (i den höga massmodellen), vilket är längre än planeten Neptunus avstånd från solen. I den låga massmodellen är separationen endast 18 AE.

## Bildgalleri
En konstnärs framställning av dubbelstjärnesystemet.

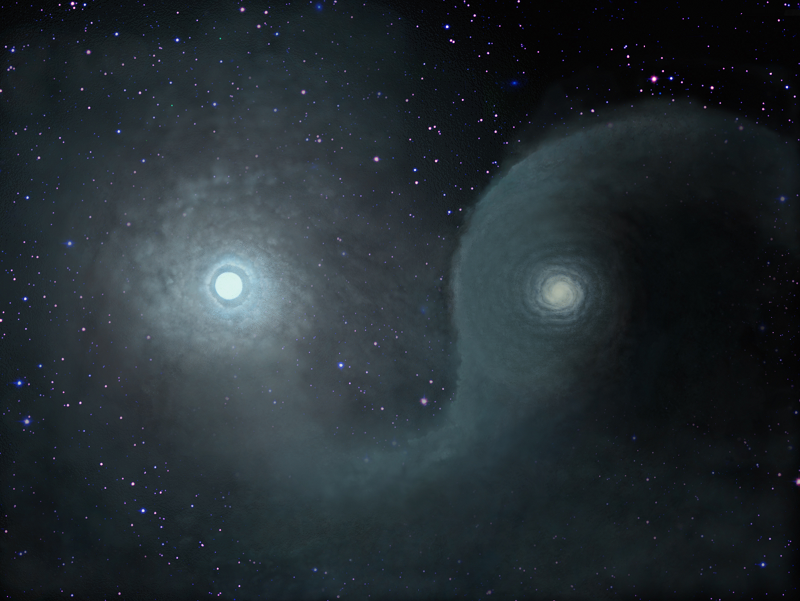
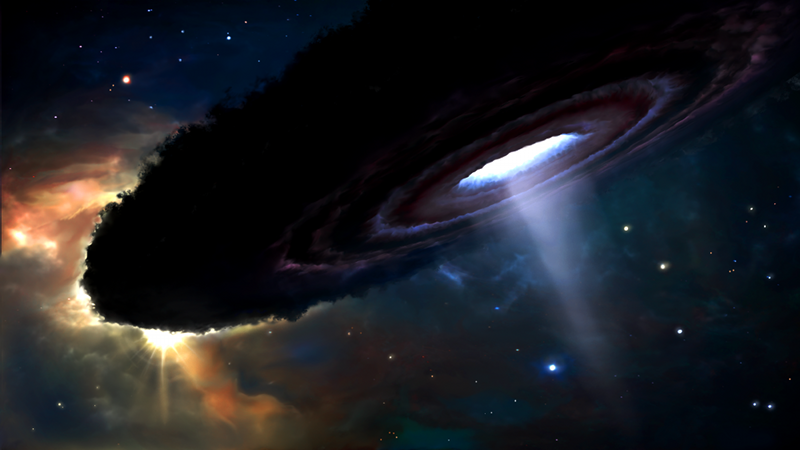
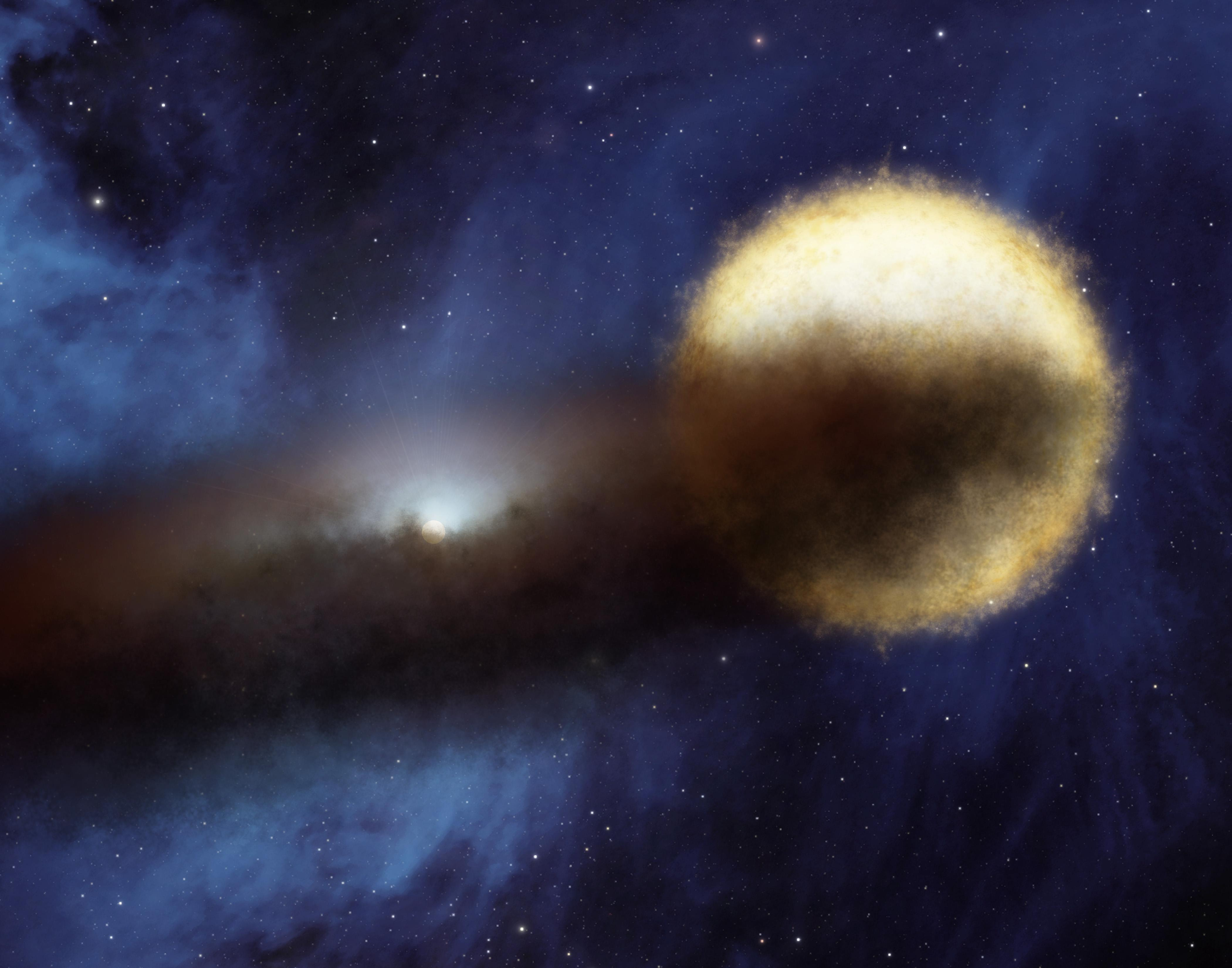